# Vít Rakušan
Vít Rakušan, né le 16 juin 1978 à Kolín, est un homme politique tchèque, membre du mouvement politique tchèque Maires et Indépendants (STAN).